# Австралійський морський лев
Австралійський морський лев (лат. Neophoca cinerea) — великий представник родини вухатих тюленів, що мешкає на південному і західному узбережжі Австралії.

## Опис
Самці австралійського морського лева досягають завдовжки 2,5 метри і важать близько 300 кг. Самки набагато менші, їх параметри становлять відповідно лише 1,8 метри і 100 кг. Також обидві статі сильно відрізняються одна від одної за кольором: самці темно-коричневого відтінку, у той час як у самок шерсть срібно-сіра або світло-коричнева і нижня частина тіла дещо світліша, ніж верхня.

## Поширення

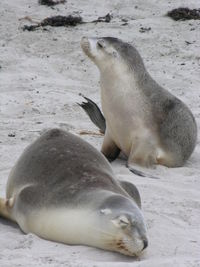
Морські леви на пляжі острова Кангару

Колонії цих звірів зустрічаються вздовж західного і південного узбережжя Австралії. Часто вони мешкають на невеликих незаселених островах поблизу від узбережжя. Однак це лише невелика частина їхнього колишнього ареалу, який у XIX столітті доходив до Тасманії та Нового Південного Уельсу. Австралійські морські леви майже не мігрують і залишаються поблизу своїх колоній навіть поза шлюбним періодом. Найбільше коли-небудь зареєстроване віддалення австралійського морського лева від колонії становило 300 км.

## Розмноження
Австралійські морські леви не відрізняються шлюбною поведінкою від інших видів вухатих тюленів. Самці досягають узбережжя перед самками і у важких боях один з одним змагаються за найкращі території. Слабші самці таким чином витісняються на край колонії. Коли прибувають самки, місце їхнього виходу на берег вирішує, до гарему якого самця вони будуть належати. У колоніях постійно панує занепокоєння, що викликається молодими самцями, які намагаються використовувати моменти неуважності зрілих самців, щоб спаровуватися з самками на його території. До того ж зрілі самці постійно зайняті тим, щоб перешкодити самкам залишити свій ареал. Для цього вони іноді переслідують самку навіть у сусідні ареали, що призводить до нових боїв з тамтешнім господарем. Австралійські морські леви відрізняються досить високим рівнем агресивності, який окрім них можна спостерігати тільки у південного морського лева.

## Загрози і захист
У порівнянні з іншими тюленями австралійського узбережжя, такими як капський морський котик та новозеландський морський котик, австралійський морський лев є досить рідкісним видом. Їхня загальна кількість оцінюється всього в 12 тисяч особин. І хоча він ніколи не був таким численним видом, як обидва вищеназвані, раніше він був поширений набагато ширше і рясніше.